# Бачков (Требишов)
Бачков (слч. Bačkov) насељено је мјесто са административним статусом сеоске општине (слч. obec) у округу Требишов, у Кошичком крају, Словачка Република.

## Становништво
| Година:    | 1994. | 2004.   | 2014.   | 2024.    |
| ---------- | ----- | ------- | ------- | -------- |
| Број људи: | 594   | 620     | 679     | 754      |
| Разлика:   |       | +4,37 % | +9,51 % | +11,04 % |

| Година:    | 2023. | 2024.   |
| ---------- | ----- | ------- |
| Број људи: | 753   | 754     |
| Разлика:   |       | +0,13 % |

Према подацима о броју становника из 2011. године насеље је имало 638 становника.